# アッベ (クレーター)
アッベ (Abbe) は、月の裏側の南半球にあるクレーターである。ヘスのすぐ南側に位置しており、ポアンカレの東方にある。
アッベの周壁は所々崩れており、周壁の北西から南西にかけて小さなクレーターが散在している。アッベの内側は比較的平坦であり、微小なクレーターの痕跡がわずかに見られる程度である。

## 従属クレーター
アッベのごく近くにある小さな無名のクレーターについては、アルファベットを付加することによって識別される。
| 名称 | 月面緯度     | 月面経度      | 直径  |
| ---- | ------------ | ------------- | ----- |
| H    | 南緯 58.2 度 | 東経 177.9 度 | 25 km |
| K    | 南緯 59.6 度 | 東経 177.3 度 | 28 km |
| M    | 南緯 61.6 度 | 東経 175.3 度 | 29 km |